# Museo del costume del Canada
Il Museo del costume del Canada (Costume Museum of Canada) è un'istituzione dedicata alla storia della moda e dell'abbigliamento. La collezione si trova a Winnipeg, Manitoba, Canada. Lo spazio della galleria del museo è stato chiuso al pubblico nel 2010, ma il Costume Museum of Canada continua a offrire programmi come: fiere, riviste di moda storica, spettacoli dedicati e altri programmi educativi, gestisce un sito web ed è attivo sui social media.

## Panoramica
La collezione del Museo del Costume contiene oltre 35.000 manufatti tessili che riflettono gli abiti indossati per un periodo di 400 anni. Il Museo del Costume ha assorbito 2.000 manufatti di abbigliamento e prodotti tessili dalla Università di Manitoba che erano esposti al Clothing and Textiles Hallway Museum. Inizialmente situato a Dugald, Manitoba, nel 2007, il Museo del Costume si è trasferito a Winnipeg con l'obiettivo di attirare più visitatori.

## Storia
Nel marzo 2010, sull'orlo del fallimento causato da una situazione finanziaria estrema che si era sviluppata nel corso di molti anni, il museo ha chiuso i battenti al pubblico.
Nel 2017 è stato eletto un consiglio completamente nuovo con il compito di garantire un deposito sicuro per la collezione, ora ospitata nel distretto di Exchange di Winnipeg.

## Programmi
Attualmente, il consiglio di amministrazione e i volontari continuano a gestire cinque programmi: programmi educativi (tra i quali Museo in valigia - Museum in a Suitcase e Casi di scoperta - Discovery cases), The Hat Show, The Heritage Fashion Review, mostre pop-up e mostre itineranti.
Museo in valigia è un programma educativo a disposizione di scuole (primarie e secondarie di primo grado) e altre organizzazioni che offre un'esperienza interattiva pratica con la storia. Viene fornita una valigia completa di materiali e istruzioni, tutto incentrato sulla storia dei tessuti e dell'abbigliamento.
The Heritage Fashion Review è una sfilata di moda composta da repliche di oggetti della collezione del museo, dove sia il presentatore che tutti i modelli sono volontari del museo. Può essere prenotata da organizzazioni, musei, aziende e privati, per eventi che si tengono nel raggio di Winnipeg.
Attraverso mostre itineranti, i manufatti vengono messi a disposizione di altri musei del Nord America. Le mostre vanno da 3 o 4 articoli per piccoli ambienti, a 50 o più per centri più grandi. "The Little Black Dress" è stato esposto al Ruth Funk Center for Textile Arts al Florida Tech di Melbourne, da gennaio ad aprile 2011.

## Affiliazioni
Il museo è affiliato alla Canadian Museums Association (CMA), Canadian Heritage Information Network (CHIN) e Virtual Museum of Canada.